# フリッツ・クロイツポイントナー
フリッツ・クロイツポイントナー (Fritz kreutzpointner、1967年9月14日 - ) は、ドイツの元レーシングドライバーである。

## 経歴
ドイツのフォーミュラ・フォード等で活躍。その後ドイツツーリングカー選手権やスポーツカー世界選手権にステップアップを果たし、メルセデスのワークスドライバーを務めた。1991年にはル・マン24時間レースにも参戦。カール・ヴェンドリンガーとミハエル・シューマッハと共にメルセデス・ベンツ・C11をドライブしており、総合5位で完走を果たした。その後はフルタイムでのレース参戦をする事はあまりなくなったが、ヨーロッパトラックレーシング選手権のチャンピオンを1999年及び2001年に獲得している。

## レース戦績

### ル・マン24時間レース
| 年     | チーム                       | コ・ドライバー                                  | 使用車両                | クラス | 周回 | 総合順位 | クラス順位 |
| ------ | ---------------------------- | ----------------------------------------------- | ----------------------- | ------ | ---- | -------- | ---------- |
| 1991年 | チーム・ザウバー・メルセデス | カール・ヴェンドリンガー ミハエル・シューマッハ | メルセデス・ベンツ・C11 | C2     | 355  | 5位      | 5位        |